# Orkanger Station
Orkanger Station (Orkanger stasjon) er en jernbanestation på Thamshavnbanen, der ligger i byområdet Orkanger i Orkdal kommune i Norge.
Stationen åbnede, da den første del af banen mellem Thamshavn og Svorkmo blev taget i brug 15. juli 1908 efter at være blevet indviet 10. juli 1908. Oprindeligt hed stationen Orkedalsøren, men den skiftede navn til Orkanger i 1920. Den blev nedlagt 30. april 1963, da al trafik på banen med undtagelse af transport af svovlkis fra Løkken til Thamshavn blev indstillet. Den trafik blev indstillet 30. maj 1974, og dele af strækningen mellem Orkanger og Thamshavn blev fjernet i 1993.
Stationsbygningen blev opført i 1908 efter tegninger af Finn Knudsen. Det er en treetages bygning i nationalromantisk stil, der blev fredet i 1997. Senere stod dog ubrugt gennem flere år og var udvendigt præget af hærværk og forfald, men i 2014 blev den restaureret.